# Maude, New South Wales
Maude är en ort i Australien. Den ligger i kommunen Hay och delstaten New South Wales, i den sydöstra delen av landet, omkring 640 kilometer väster om delstatshuvudstaden Sydney.
Trakten runt Maude är nära nog obefolkad, med mindre än två invånare per kvadratkilometer..
Omgivningarna runt Maude är i huvudsak ett öppet busklandskap. Genomsnittlig årsnederbörd är 367 millimeter. Den regnigaste månaden är februari, med i genomsnitt 71 mm nederbörd, och den torraste är oktober, med 13 mm nederbörd.